# Prairie View (Texas)

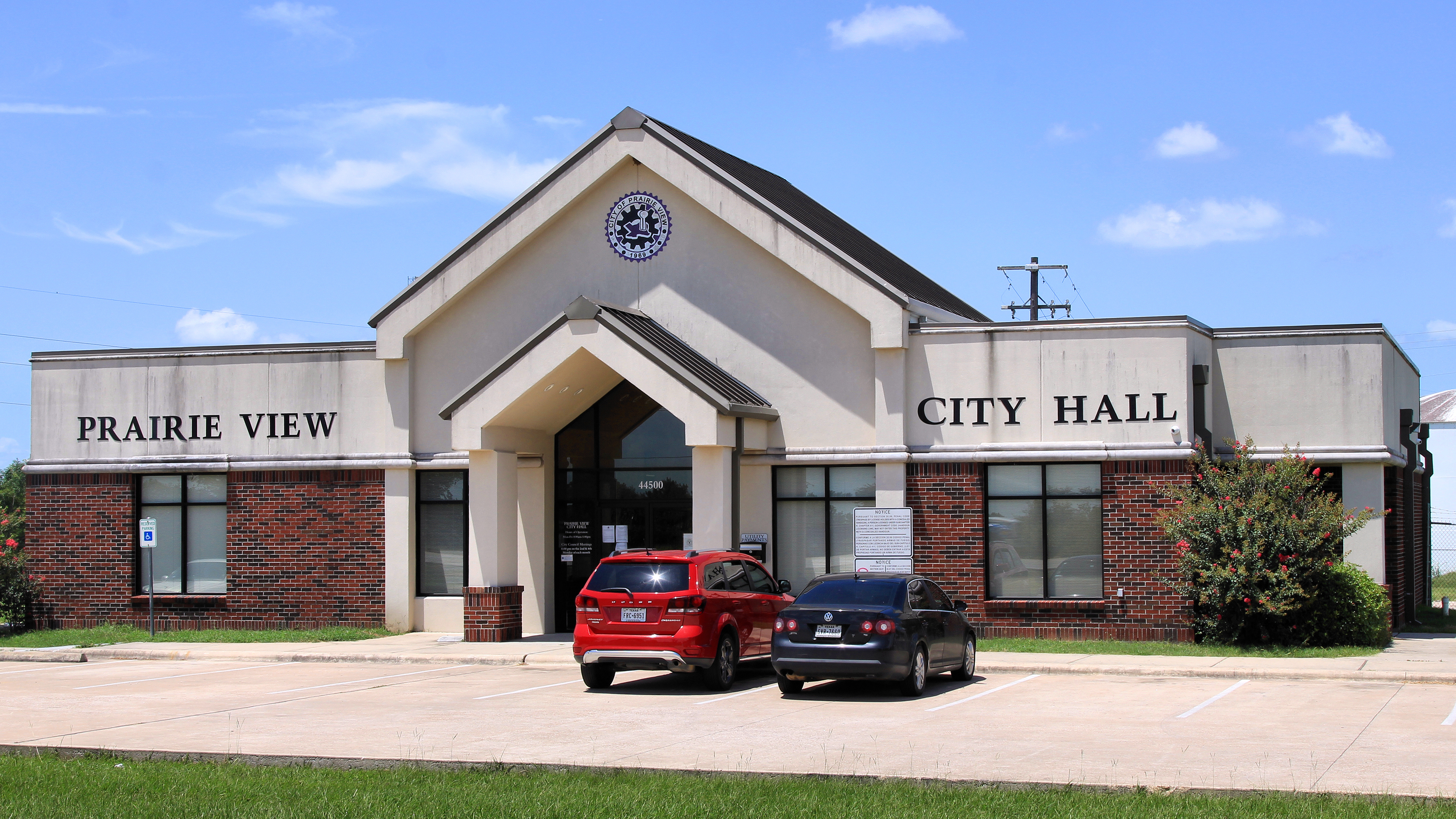
Hôtel de ville de Prairie View

Pour les articles homonymes, voir Prairie View.
La ville de Prairie View est située dans le comté de Waller, dans l’État du Texas, aux États-Unis. Sa population s’élevait à 5 576 habitants lors du recensement de 2010.

## Enseignement
Prairie View abrite l'université A&M de Prairie View.

## Source
- (en) Cet article est partiellement ou en totalité issu de l’article de Wikipédia en anglais intitulé « Prairie View, Texas » (voir la liste des auteurs).